# Een dag als alle andere dagen
Een dag als alle andere dagen is een hoorspel naar de roman Und sagte kein einziges Wort (1953) van Heinrich Böll. Het werd op 8 april 1953 door de Nordwestdeutscher Rundfunk uitgezonden onder de titel Ich begegne meiner Frau. Op 18 mei 1961 zond de Süddeutscher Rundfunk het uit als Ein Tag wie sonst. De Nederlandse versie, in een vertaling van Ab Cauvern en geregisseerd door S. de Vries jr., werd op woensdag 20 april 1955 uitgezonden door de VARA en herhaald op zaterdag 30 juli 1966. Het duurde 51 minuten.

## Rolbezetting
- Han Bentz van den Berg (Paul Schneider)
- Peronne Hosang (Maria, z’n vrouw)
- Paul van der Lek (Imdahl)
- Jan van Ees (Pauls chef)
- Jo Vischer sr. (een tramconducteur)
- Tine Medema (een verpleegster)
- Daan van Ollefen (een geestelijke)
- Jo Vischer jr. (een kastelein)
- Erik Plooyer (Becker)
- Jan de Lang (een standwerker)
- Mies Walewijn (een verkoopster)
- Els Akkerman (juffrouw Steffen)

## Inhoud
De kantoorbediende Schneider leidt een leven zonder uitschieters. De jaren verstrijken onmerkbaar. Z’n vrouw wordt ouder, de kinderen worden groter. De idealen van de jeugd zijn al lang vergeten. Wat overblijft is de onverschilligheid: een gevoel van leegte. Plots echter komt de dag waarop de man zijn vrouw in het gewoel van de grote stad ontmoet. Onopgemerkt slaat hij haar gade - als een vreemde. Hij volgt haar. Merkwaardig: hij voelt een pijnlijke liefde, hij herinnert zich opeens de jaren die ze samen doorbrachten en deze stroom van herinneringen rukt de onverschilligheid weg…